# René Böll

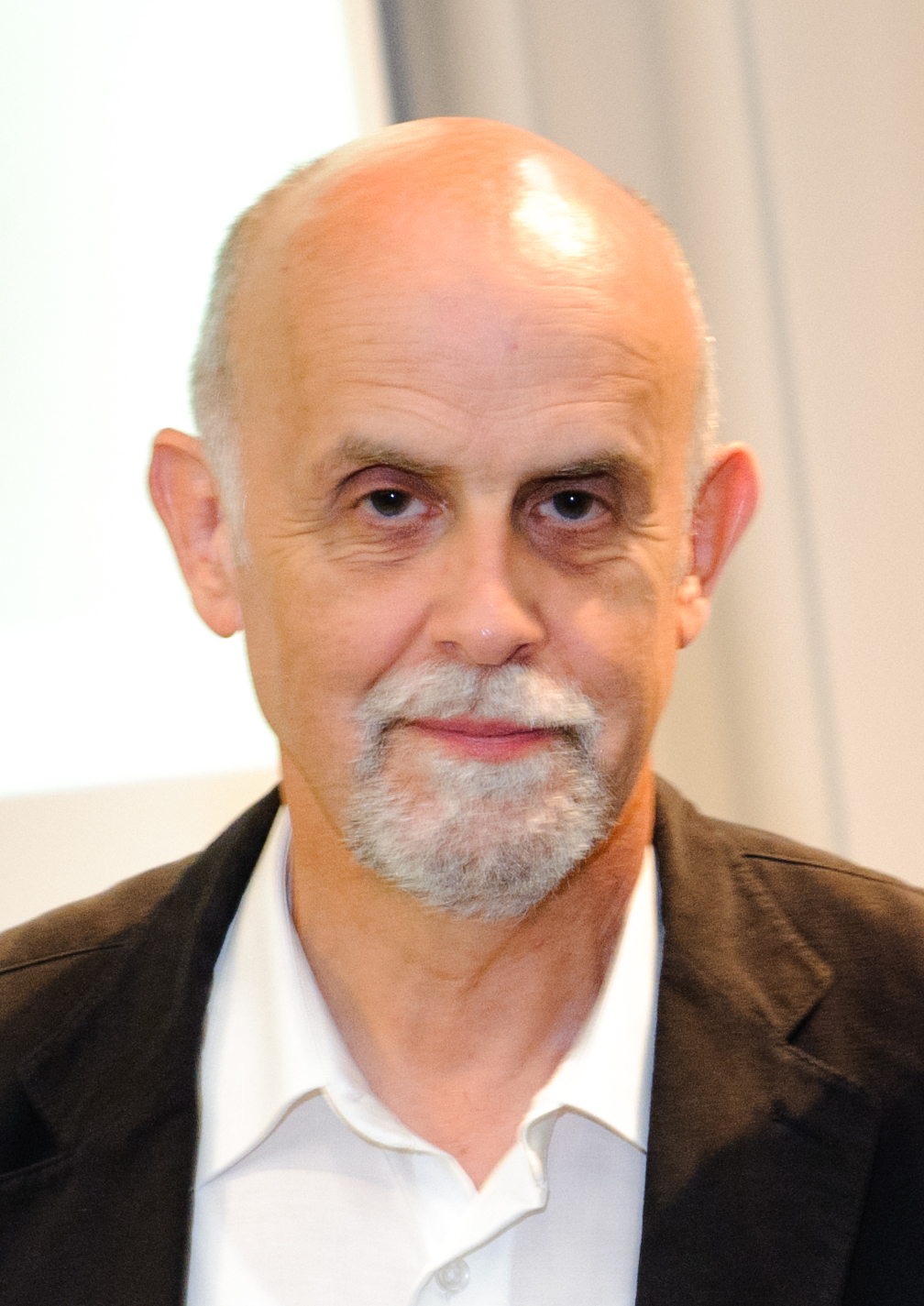
René Böll (2010)

René Böll (* 31. Juli 1948 in Köln) ist ein deutscher bildender Künstler. Er war Leiter des Lamuv Verlages. Außerdem ist er Nachlassverwalter seines Vaters Heinrich Böll.

## Leben
Böll wurde in Köln als dritter Sohn des späteren Literatur-Nobelpreisträgers Heinrich Böll und seiner Frau Annemarie Böll geboren. Sein ältester Bruder Christoph starb noch in seinem Geburtsjahr 1945, seine weiteren Brüder Raimund und Vincent wurden in den Jahren 1947 und 1950 geboren.
Ab 1963 bildete sich Böll autodidaktisch im Zeichnen und Malen weiter. Ab 1966 hatte er Unterricht bei Bernhard Müller-Feyen, ab 1967 studierte er Malerei und Druckgraphik (speziell: Lithographie) an der Werkkunstschule Köln und in Wien. Zunächst zeigte er seine Werke unter dem Künstlernamen „Muta“. 1972 fertigte er erste Arbeiten mit chinesischer und japanischer Tusche.
Von 1975 bis 1988 war Böll Leiter des von ihm mitgegründeten Lamuv Verlages. 1978 arbeitete er als Verleger und übersetzte Werke aus dem Spanischen, außerdem war er als Fotograf tätig. 1985 betreute er als Redakteur die sechsbändige Ausgabe Sämtlicher Briefe von Vincent van Gogh.
Seit 1988 ist er wieder als freier Maler tätig und beschäftigte sich ab 1993 erneut mit Arbeiten mit chinesischer Tusche. Ab 1999 betätigte er sich auf dem Gebiet der Radierungen. Von 2005 bis 2010 arbeitete er zusammen mit Günther Beckers im Künstlermuseum Beckers Böll.
Seine Arbeiten zeigte er in einer Vielzahl von Ausstellungen in Deutschland und im Ausland, darunter in Chile, China, den USA, in Ecuador, Frankreich, Irland, Japan, den Niederlanden und Tschechien. In China zeigte er 1996 als einer der ersten deutschen Maler eine Werkschau mit 100 Arbeiten. Sie wurde in Peking und drei weiteren Städten gezeigt. Im Oktober 2014 eröffnete er seine Ausstellung Cillíní – Die Friedhöfe der ungetauften Kinder Irlands auf Achill Island. Im Oktober 2016 zeigt eine Ausstellung des Solinger Kunstvereins Finsheen – ein Dorf verschwand. Epitaph.
In den letzten Jahren Mitarbeit am Farbenbuch (siehe #Schriften). Dazu hat Böll Pigmente aus seinem Fundus beigesteuert und einen Artikel über die ostasiatische Tusche verfasst. Er ist mit drei Tuschen im Buch vertreten.
René Böll ist der Nachlassverwalter Heinrich Bölls und gehörte zu den Mitgründern der Heinrich-Böll-Stiftung.

## Schriften
- Thorsten Schirmer: Berg und Wasser sind meine Lehrer, vom Erlernen und Vermitteln der ostasiatischen Tuschmalerei im Geiste Ostasiens, Beitrag René Böll; Gemeinsam malen, voneinander lernen, meine Künstlerfreundschaft mit Gu Gan, Verlag für Ethnologie ISBN 978-3-86421-111-9
- Stefan Muntwyler, Juraj Lipscher, Hanspeter Schneider: Das Farbenbuch - 367 Pigmente, Farbstoffe, 17 Pigmentanalysen von Gemälden, 19 Farbgeschichten. (René Böll hat einen Artikel zur ostasiatischen Tusche verfasst) alataverlag, Winterthur 2022, ISBN 978-3-033-08879-5.
- Form und Leere - Zen-Malerei in west-östlicher Korrespondenz. Katalog zur gemeinsamen Ausstellung mit Werken der Sammlung Walter Gebhard, Arbeiten von Thorsten Schirmer und René Böll, Verlag für Ethnologie, Hannover 2021, ISBN 978-3-86421-109-6
- Tuschespuren in der Leere. Chan-Malerei im Dialog zwischen Ost und West, Katalog zur gemeinsamen Ausstellung mit Werken der sammlung Walter Gebhard, Arbeiten von Thorsten Schirmer und René Böll,  Verlag für Ethnologie, Hannover, 2019, ISBN 978-3-86421-107-2
- Schattenlandschaften - Verborgene Heimstätten ungetaufter Kinder in Irland.  Katalog zur gleichnamigen Ausstellung  in der VHS Aachen, einhard Verlag Aachen, 2019, ISBN 978-3-943748-58-1
- Tiktaalik -  Malerei und Gedichte. Katalog zur gleichnamigen Ausstellung im Stadtmuseum Siegburg, Bernstein-Verlag, Siegburg 2019, ISBN 978-3-945426-66-1.
- Finsheen – ein Dorf verschwand. Epitaph. Katalog zur gleichnamigen Ausstellung im Kunstverein Solingen, 2016,
- Cillíní – oder: Die toten Kinder von Achill. Gedichte, Deutsch-Englisch-Irisch-Italienisch. Alla chiara fonte, Lugano 2015.
- Cillíní – Die Friedhöfe der ungetauften Kinder Irlands auf Achill Island. Katalog zur gleichnamigen Ausstellung im LVR-Landesmuseum in Bonn, 2014.
- O Ende meiner Zeit! Arbeiten zum „Tod des Empedokles von Friedrich Hölderlin“ mit 8 Original-Siebdrucken. Redfoxpress, Dugort – Achill Island, Irland, 2009.
- Doch uns ist gegeben, auf keiner Stätte zu ruhn. Ausstellungskatalog der Diözesan- und Dombibliothek. Verlag Erzbischöfliche Diözesan- und Dombibliothek, Köln 2008, ISBN 978-3-939160-11-3.
- René Böll/Binghu Shanren (René Bölls chinesischer Künstlername): Die Leere erreichen. Bilder mit bunten und unbunten Farben aus dem Atelier am Eissee. Schuffelen, Pulheim 1996, ISBN 3-929769-20-4.
- mit Viktor Böll: Heinrich Böll: Leben & Werk. Stadt Köln, 1995.
- Heinrich Böll: Leben und Werk, zum 70. Geburtstag. Kiepenheuer & Witsch, Köln 1987.
- Ein Autor schafft Wirklichkeit: Heinrich Böll zum 65. Kiepenheuer & Witsch, Köln 1982.